# Wild Rose (ancienne circonscription fédérale)
Pour les articles homonymes, voir Parti Wildrose et Wild Rose (film).
Circonscription électorale fédérale du Canada
Wild Rose était une circonscription électorale fédérale canadienne dans la province de l'Alberta. Elle longeait la frontière britanno-colombienne à l'ouest de Red Deer et Calgary, et comprenait notamment les villes de Banff et Canmore.
Sa population était de 101 690 dont 82 230 électeurs sur une superficie de 27 778 km². Les circonscriptions limitrophes étaient Yellowhead, Wetaskiwin, Red Deer, Crowfoot, Calgary-Nord-Est, Calgary—Nose Hill, Calgary-Ouest, Macleod et Kootenay—Columbia.

## Résultats électoraux
|       | Candidat            | Parti        | # de voix | % des voix |
|       | (x) Blake Richards  | Conservateur | +43 669,  | 74,74 %    |
|       | John Douglas Reilly | Libéral      | +03 908,  | 6,69 %     |
|       | Jeff Horvath        | NPD          | +06 595,  | 11,29 %    |
|       | Mike MacDonald      | Vert         | +04 071,  | 6,97 %     |
|       | Randy Vanden Broek  | Héritage     | +00181,   | 0,31 %     |
| Total | Total               | Total        | 58 424    | 100 %      |

|       | Candidat        | Parti        | # de voix | % des voix |
|       | Blake Richards  | Conservateur | +36 869,  | 72,92 %    |
|       | Jenn Turcott    | Libéral      | +02 890,  | 5,72 %     |
|       | Jeff Horvath    | NPD          | +04 169,  | 8,24 %     |
|       | Lisa Fox        | Vert         | +06 390,  | 12,64 %    |
|       | Krista Zoobkoff | Libertarien  | +00246,   | 0,49 %     |
| Total | Total           | Total        | 50 564    | 100 %      |

## Historique
La circonscription de Wild Rose a été créée en 1986 avec des parties de Bow River, Red Deer et Macleod. En 2003, une partie de Crowfoot fut ajoutée à la circonscription. Abolie lors du redécoupage de 2012, elle fut redistribuée parmi Yellowhead, Banff—Airdrie, Red Deer—Mountain View, Calgary Rocky Ridge, Calgary Skyview et Calgary Nose Hill.
1. 1988-1993 — Louise Feltham, PC
2. 1993-2008 — Myron Thompson, PR (1993-2000), AC (2000-2003) et PCC (2003-2008)
3. 2008-2015 — Blake Richards, PCC

- AC = Alliance canadienne
- PC = Parti progressiste-conservateur
- PCC = Parti conservateur du Canada
- PR = Parti réformiste du Canada

1. ↑  Élections Canada.